# Abu Dhabi Global Market
Abu Dhabi Global Market (ADGM) es un centro financiero internacional y una zona franca situada en la isla de Al Maryah en la capital de los Emiratos Árabes Unidos, Abu Dabi. El centro fue establecido en 2013 por la cámara de comercio de la ciudad y entró plenamente en funcionamiento en octubre de 2015. Cuenta con tres autoridades: la reguladora de servicios financieros, la oficina de registro y los tribunales.
El ADGM regula el comercio de activos digitales y se convirtió en una jurisdicción atractiva para las compañías de criptomonedas después de que introdujera la regulación de los activos digitales en 2018. Ese mismo año se vinculó a la Alianza Mundial de Centros Financieros Internacionales como uno de sus 17 miembros.